# آدولف ریگر
آدولف ریگر (آلمانی: Adolf Rieger; ۲۵ اوت ۱۸۹۹ – ۱۲ ژوئن ۱۹۵۶) کشتی‌گیر اهل آلمان بود.